# Help! (album)
Help! a Beatles 1965-ben megjelent stúdióalbuma.

## A borítón látható jelzések
A borítón a zenekar tagjai szemaforjelzésekkel a 'NUJV' betűket mutatják. A borítót fényképező Robert Freeman így emlékezett vissza: „… az ötlet az volt, hogy szemaforjelzésekkel a HELP szót mutassák. Amikor azonban elkezdtük a fényképezést, kiderült, hogy ez egyszerűen nem jól néz ki. Így elhatároztuk, hogy improvizálunk, és a grafikailag legjobb elrendezést választottuk.”
A következő szemaforjelzések mutatják a "HELP" betűket:
| H | E | L | P |

## Az album dalai
A lemez eredeti, brit verzióján hét olyan szám szerepel, amelyek elhangzanak a filmben és hét olyan, amelyek nem, köztük a popzene történetének egyik legsikeresebb dala[forrás?], a Paul McCartney-balladák archeotípusa, a "Yesterday". Sok kritikus még a legendás "Yesterday" nélkül is nagyszerűnek tartotta az albumot, amely Bob Dylan és a folkzene erőteljes hatását mutatja a zenekar, de leginkább John Lennon esetében. A címadó dalban Lennon zavarodottságát és cinizmusát ritmusok útvesztőjébe rejti, a "Ticket To Ride"-ot sokan az első grunge számnak tekintik ereszkedő dallamvonala és furcsa vokálja miatt; Lennon az "It's Only Love"-ban is különös éneklést alkalmaz. McCartney a "Yesterday" mellett a gyors ütemű popdalt, az "Another Girl"-t, a tipikus rock and roll dalt, a "The Night Before"-t és a rockos, Dylan-szerű folkszámot, a rajongóktól kevés figyelmet kapott "I've Just Seen a Face"-t adta a lemezre. George Harrison szerzeményei az "I Need You" és a "You Like Me Too Much".
A lemez fordulópontot jelent a zenekar történetében, a Beatlemánia visszaszorulása és a koncentráltabb munka megjelenése miatt. Egy évvel a Help! megjelenése után befejezték a koncertezést, hogy több időt tölthessenek a stúdióban.
A "Help!" című dalt később The Damned című lemezén a Bananarama is feldolgozta.
1. "Help!" (Lennon-McCartney)*
2. "The Night Before" (Lennon-McCartney)*
3. "You've Got to Hide Your Love Away" (Lennon-McCartney)*
4. "I Need You" (Harrison)*
5. "Another Girl" (Lennon-McCartney)*
6. "You're Going to Lose That Girl" (Lennon-McCartney)*
7. "Ticket to Ride" (Lennon-McCartney)*
8. "Act Naturally" (Morrison/Russell)
9. "It's Only Love" (Lennon-McCartney)
10. "You Like Me Too Much" (Harrison)
11. "Tell Me What You See" (Lennon-McCartney)
12. "I've Just Seen a Face" (Lennon-McCartney)
13. "Yesterday" (Lennon-McCartney)
14. "Dizzy Miss Lizzie" (Williams)

(A *-gal jelölt dalok a filmben is elhangzanak.)

### Az amerikai kiadás
A amerikai verzióra a filmben elhangzó dalokon kívül felkerült egy válogatás a film – Ken Thorne szerezte – instrumentális kísérőzenéjéből, köztük Monty Norman "James Bond témájának" egy feldolgozása is. A brit Parlophone kiadáshoz képest átrendezték a zenekar által mutatott szemafor jelzéseket, a amerikai borítón az 'NVUJ' szó olvasható.

## Külső hivatkozások
- Az album dalszövegei